# Stumfilm

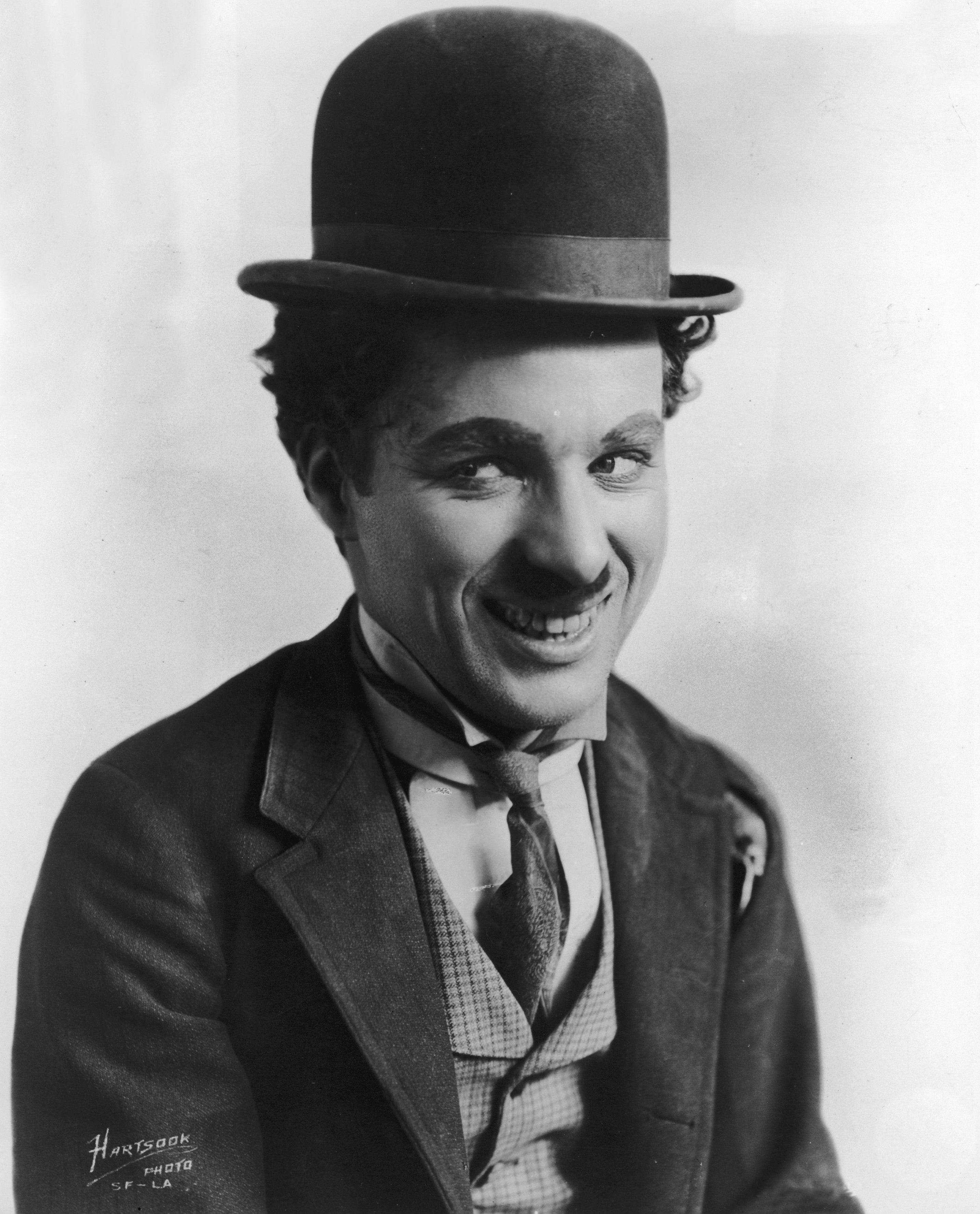
Charlie Chaplin var en framstående filmskapare under stumfilmstiden.

En stumfilm är en film berättad främst med rörliga bilder och textskyltar. Stumfilmen är till största del utan ljudspår, men i sen stumfilmstradition kan det finnas ett fåtal ljudeffekter, musik samt dialog från artificiella källor. Teknologin för att med ett flertal i tät följd tagna fotografier åstadkomma en film uppfanns redan omkring 1860, men filmen i egentlig mening blev inte möjlig förrän man kommit på att exponera celluloidrullar och därmed kunde framställa film i egentlig mening omkring 1880-1900.
Idén att kombinera filmer med inspelat ljud är nästan lika gammal som filmen själv, men på grund av tekniska svårigheter är de flesta filmer före det sena 1920-talet stumfilmer. Frånvaron av talad dialog hade dock fördelen att det gjorde stumfilmen universell[källa behövs], med ett gemensamt bildspråk – endast textskyltarna behövde översättas.
Filmförevisningar av stumfilm var dock nästan aldrig tysta; oftast framfördes levande musik – av musiker på plats – på bion för att fånga och förstärka filmens stämningar.
Filmen Jazzsångaren från 1927 brukar räknas som den första "riktiga" ljudfilmen. Ordet "stumfilm" började användas först efter att ljudfilm blivit vanlig – det är alltså en retronym.
Stumfilmseran kallas ibland för "Age of the Silver Screen" ("Den vita dukens epok").

## Historia
Åren innan ljudfilmen introducerades kallas av filmvetare och filmhistoriker för stumfilmseran. Filmkonsten blommade upp innan stumfilmerna ersattes av ljudfilm och flera filmentusiaster anser att filmernas estetiska kvalitet sjönk under de första åren filmerna anpassades för det nya mediet ljud. Den visuella kvaliteten bland stumfilmer (speciellt bland de som producerades under 1920-talet) var ofta väldigt hög.
Senare visningar på tv av dåliga, andra eller till och med tredje generationens kopior gjorda av redan skadade och bortglömda lagrade rullar (som ofta spelades tillbaka i fel hastighet och med olämplig musik) ledde dock till den breda missuppfattningen att dessa filmer är primitiva och knappt sebara efter modern standard.

## Textskyltar

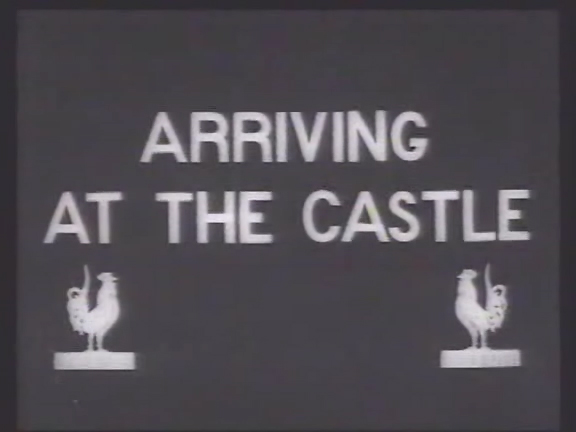
Textskyltar användes för att kommunicera dialog eller som i det här fallet förtydliga vad som sker.

Eftersom stumfilmer inte hade något synkroniserat ljud för dialog användes textskyltar för att förklara viktiga händelser och visa dialog för biopubliken. "Skylttextaren" blev under stumfilmsepoken en viktig yrkesgrupp och var ofta en annan än person "scenarioförfattaren" som skrev handlingen. Textskyltar blev ofta grafiska element i sig själva, med illustrationer eller abstrakta dekorationer som kommenterade handlingen eller förhöjde atmosfären.

## Levande musik och ljud
Visningar av stumfilm inkluderade nästan alltid levande musik, från och med pianisten vid den första publikvisningen av film av bröderna Lumière den 28 december 1895 i Paris. Redan från början erkändes musiken som en viktig del i filmen, då den bidrog till atmosfären och gav publiken väsentliga känslostunder (musiker spelade, av liknande skäl, ibland redan vid filminspelningarna). Biografer i småstäder och grannskap hade ofta en egen pianist. Biografer i stora städer brukade ha organister eller hela orkestrar. Massiva biograforglar som den berömda "Mäktige Wurlitzer" kunde simulera orkesterljud och ett flertal ljudeffekter.
Inledningsvis var filmmusiken för stumfilmer ofta mer eller mindre improviserad. När långfilmer blev vanligare komponerades och sammanställdes dock musik av pianisten, organisten, orkesterdirigenten eller av filmstudion, och sändes ut som notblad tillsammans med filmen. Detta började med Joseph Carl Breils till stor del nykomponerade filmmusiken för D W Griffiths banbrytande Nationens födelse och det blev senare alltmer vanligt att specialkomponerad musik distribuerades till biograferna tillsammans med nya filmer.
När stumfilmen var på sin höjdpunkt var biografmusik den enskilt största inkomstkällan för instrumentalmusiker i USA. Ljudfilmens genombrott, som sammanföll med Den stora depressionen, blev förödande för kåren.
Filmindustrin i andra länder hittade på andra sätt att ge ljud åt stumfilmer. Den tidiga filmindustrin i Brasilien hade fitas cantatas; filmade operetter med sångare som sjöng till bilderna bakom scenen. I Japan hade filmer inte bara levande musik, utan även en benshi, en berättare som kommenterade och gav röst åt karaktärerna. Benshin blev en central person i japansk filmkonst och översatte dessutom utländska (främst amerikanska) filmer. Deras popularitet var ett av skälen till att stumfilmer fanns kvar i Japan långt in på 1930-talet.
Kompositörer som Carl Davis har specialiserat sig på att skriva nya orkesterstycken för stumfilmsklassiker. Det finns många stumfilmskompositörer som arbetar idag, vilka skapar och framför musikstycken på piano eller orgel under filmvisningar. Här märks bland andra Ben Model, Neil Brand, Phillip C Carli, Jon Mirsalis och Donald Sosin.

## Skådespelartekniker

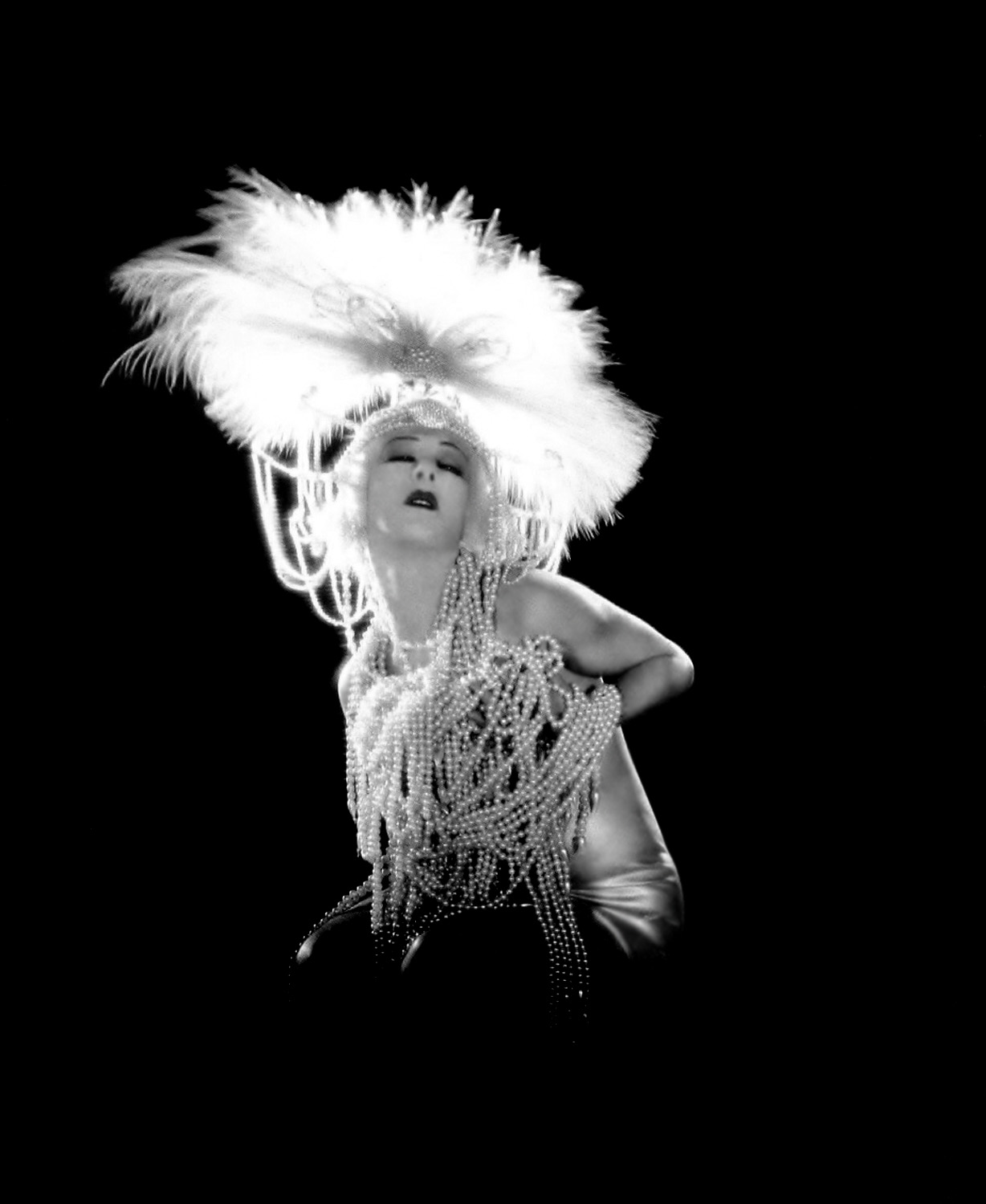
Alla Nazimova i Salome (1923).

Stumfilmerna krävde en större betoning på kroppsspråk och mimik för att publiken bättre skulle förstå vad skådespelaren kände och framförde på vita duken. Gestikulerandet i stumfilmer kan te sig simpla eller löjeväckande för dagens publik. På grund av detta brukar stumfilmskomedier vara mer populära än stumfilmsdramer idag, eftersom överspelet är mer naturligt i komedier. Några stumfilmer hade dock subtilt agerande, beroende på regissören och hur duktiga skådespelarna var. Överagerande i stumfilmer var ibland en vana aktörerna tog med sig från teatern. Regissörer som förstod det nya mediet motarbetade det.
Många filmstjärnor, inte minst utländska skådespelare som talade med stark brytning och de som hade talfel som stamning, hade svårt att klara övergången till ljudfilm.

## Projektorhastighet
Fram till runt 1925 spelades stumfilmer in med 16 till 23 bilder per sekund (beroende på år och studio). Ljudfilmen satte en standard som gäller än idag: 24 bilder/sekund. Om filmerna inte spelas upp i originalhastighet kan de verka onaturligt snabba och ryckiga. Vid samma tid vevades dock några scener avsiktligt in långsammare (färre rutor/sekund) under inspelning för att vid den färdiga föreställningen skynda på handlingen, speciellt i slapstickkomedier och dörrspringarfarser.
Den avsedda hastigheten i en stumfilm kan vara oklar och eftersom de ofta var handvevade kan det finnas variationer inom en film. Filmhastighet är ofta en infekterad fråga mellan filmvetare och filmentusiaster när stumfilmer presenteras idag. Inte minst när det handlar om DVD-premiärer av återställda filmer; 2002 års restaurering av Metropolis är ett av de mest omdebatterade exemplen på detta.
Projektorskötare visade ofta stumfilmer i hastigheter som var något snabbare än den hastighet de hade spelats in med. De flesta filmer verkar ha visats med 18 bilder/sekund eller snabbare, några visades till och med snabbare än ljudfilmshastighet (24 bilder/sekund). Även om filmen hade spelats in med 16 bilder per sekund (ofta kallas "stumfilmshastighet") var den långsamma hastigheten en avsevärt stor brandrisk vid projektion av en nitratbaserad 35mm film. Ofta fick projektorskötare instruktioner från distributörerna om hur snabbt en viss rulle eller scen skulle visas på dirigentens notblad. Biografer varierade ibland projektionshastigheten beroende på tiden på dygnet eller populariteten av en film för att maximera vinsten.

## Färg och tintning

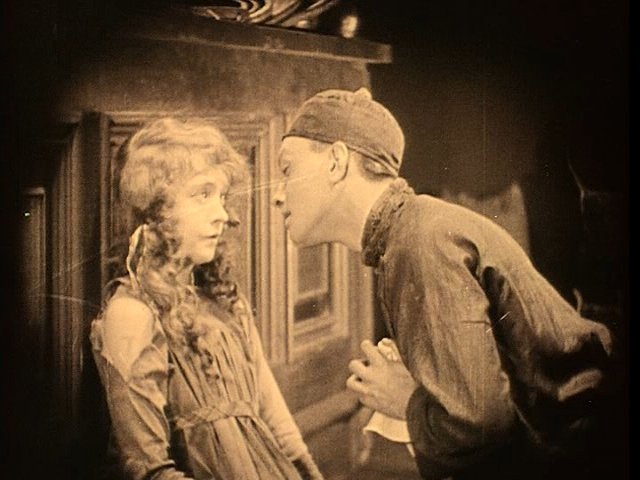
Scen tintad i amber från Broken Blossoms (1919).

Färgfilm hade inte fått något genombrott under stumfilmstiden så filmerna var i regel svartvita.  Det var dock vanligt förekommande att använda sig av tintning, infärgning. I samma film kunde olika scener ha olika färger, ofta beroende på var scenerna utspelade sig, såsom blått för nattscener, gult för utomhusscener i dagsljus, etc.
Det förekom även att filmer färglades för hand, ibland bara enskilda scener, som i Fantomen på Stora operan (1925) och även i kortfilmer, såsom några av Georges Méliès.

## Förlorade filmer

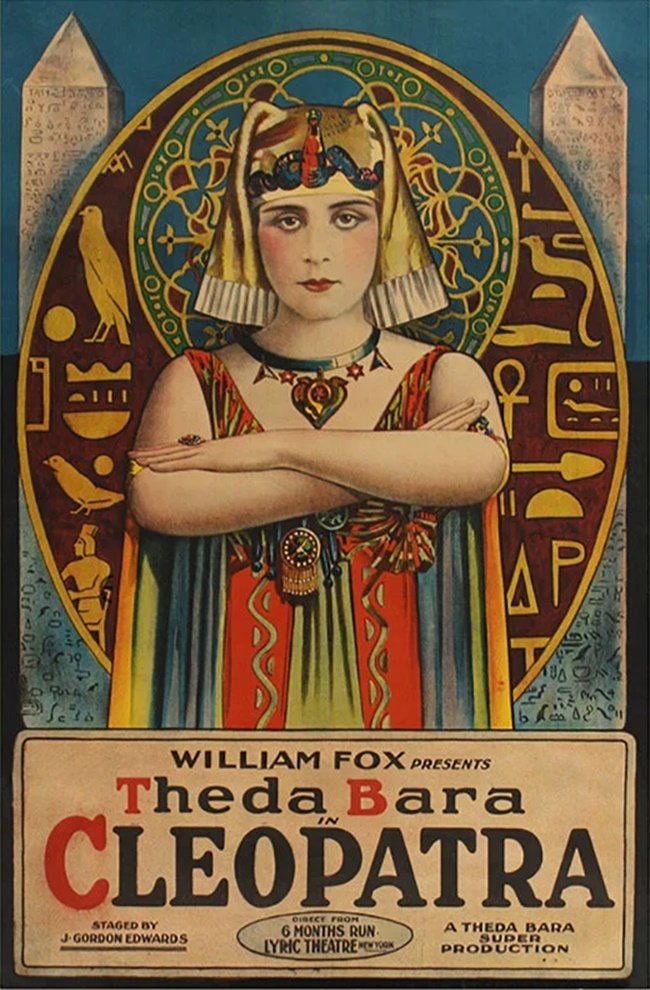
Cleopatra (1917) har såvitt man vet gått förlorad.

Tusentals stumfilmer gjordes under åren före introduktionen av ljud men några historiker uppskattar att mellan 80 och 90 procent av dem har förlorats för alltid. Filmer från första halvan av 1900-talet filmades på instabila, brandfarliga nitratrullar som krävde varsamt bevarande för att förhindra dem från att vittra sönder. De flesta av dessa filmer ansågs inte ha något kommersiellt värde efter att ha visats i biografer och blev vårdslöst bevarade, om ens det. Under årtionden vittrade huvuddelen av stumfilmerna sönder, slängdes eller självantände och brann upp. Resultatet blev att filmbevarande av stumfilmer har blivit högsta prioritet bland filmhistoriker.

### Stora stumfilmer som tros vara förlorade
- Cleopatra - 1917
- Herrar tycker bäst om blondiner - 1927
- The Great Gatsby - 1926
- London After Midnight - 1927

## Senare hyllningar
Flera filmskapare har hyllat komedierna under stumfilmseran, däribland Jacques Tati och Semestersabotören (1953), Mel Brooks och Det våras för stumfilmen (1976) och indie-filmskaparen Eric Bruno Borgman (född 1970) med filmen The Deserter (2004). Den svenska komedin Calle P från 1965, i regi av Robert Brandt och med Carl-Gustaf Lindstedt i titelrollen, var stum. Taiwanesiske regissören Hou Hsiao-Hsiens kritikerrosade drama Three Times (2005) är under mittdelen en stumfilm, komplett med textskyltar; Stanley Tuccis The Impostors öppnar i samma stil som de tidiga stumfilmskomedierna.
Stilen får även eko i den tyska filmen Tuvalu (1999). Guy Maddin vann priser för sin hyllning till Sovjetunionens stumfilmer i sin kortfilm The Heart of the World. Shadow of the Vampire (2000) är en fiktiv berättelse av inspelningen av Friedrich Wilhelm Murnaus stumfilmsklassiker Nosferatu (1922). Werner Herzog hyllade samma film med sin egen version, Nosferatu - nattens vampyr 1979. Några filmer drar direkta kopplingar mellan stum- och ljudfilmseran. Sunset Boulevard visar den avbrutna förbindelsen mellan de två perioderna genom rollfiguren Norma Desmond, spelad av stumfilmsstjärnan Gloria Swanson.
Den franska filmen The Artist (2011), skriven och regisserad av Michel Hazanavicius, är en stumfilm som utspelar sig i Hollywood i brytpunkten mellan stumfilmseran och ljudfilmens intågande. 

## Ett urval kända stumfilmer
- 1894 - Carmencita
- 1902 - Resan till månen

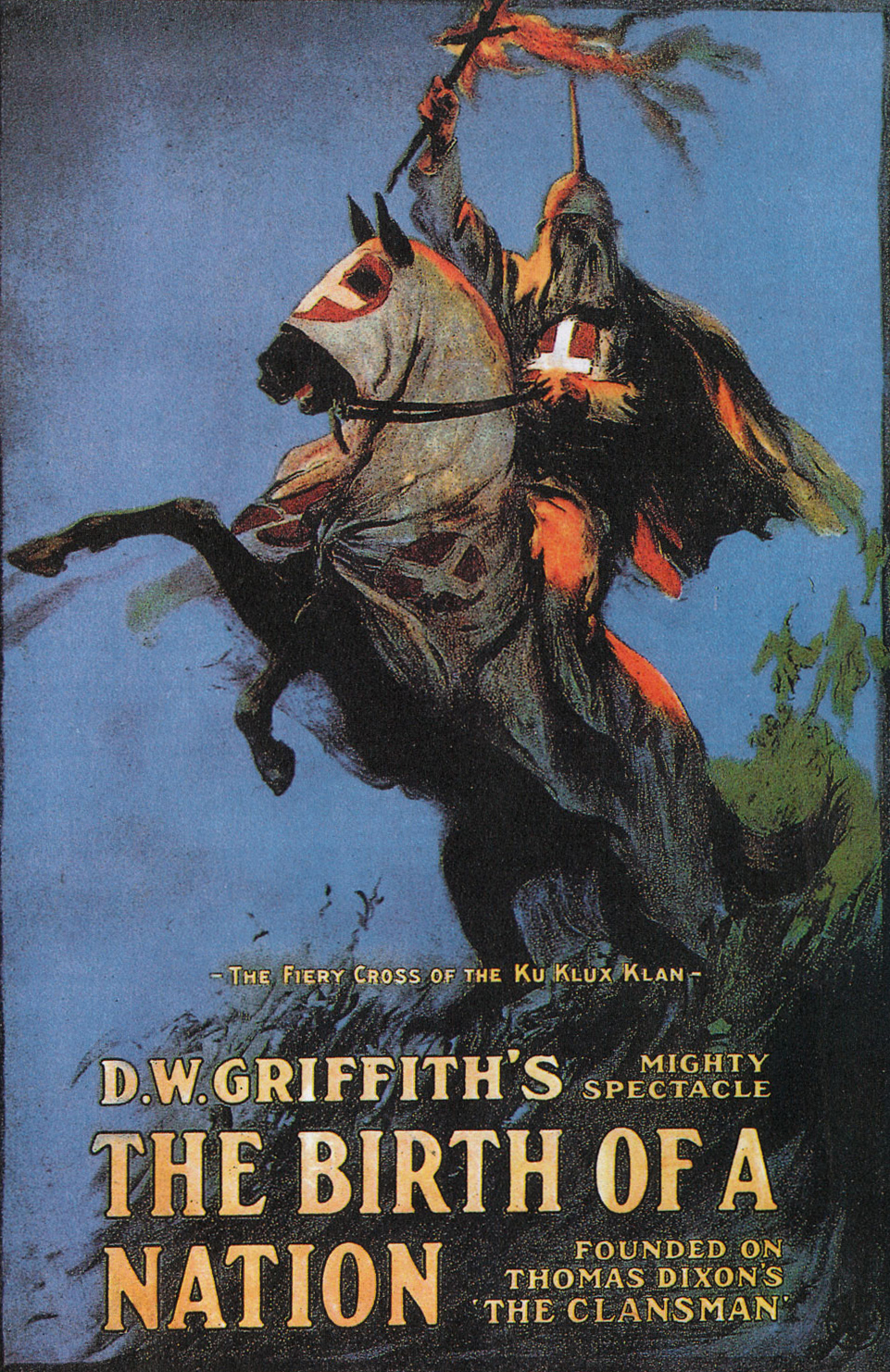
Nationens födelse (1915).

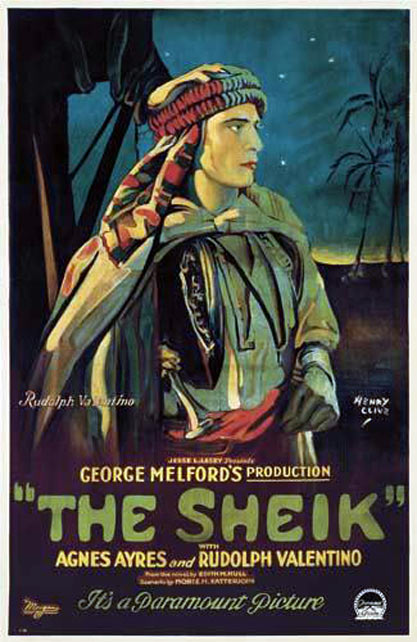
Shejken (1921).

- 1903 - Det stora tågrånet (räknas som den första västernfilmen)
- 1908 - Macbeth
- 1908 - Romeo och Julia
- 1913 - Ingeborg Holm
- 1915 - Nationens födelse
- 1916 - Intolerance (en av de dyraste stumfilmerna som gjordes)
- 1916 - Kapten Groggs underbara resa (animerad)
- 1919 - True Heart Susie
- 1919 - Herr Arnes pengar
- 1920 - Erotikon
- 1921 - Körkarlen
- 1921 - Chaplins pojke
- 1922 - Blod och sand
- 1922 - Häxan
- 1922 - Nosferatu
- 1923 - Upp genom luften
- 1923 - De tio budorden
- 1924 - Gösta Berlings saga
- 1924 - Tjuven i Bagdad
- 1925 - Pansarkryssaren Potemkin (censurerad i Sverige fram till 1952)
- 1925 - Ben-Hur
- 1925 - En försvunnen värld
- 1925 - Heja! Heja! Heja!
- 1925 - Fantomen på Stora operan
- 1925 - Guldfeber
- 1925 - Den stora paraden
- 1926 - Metropolis (tysk mastodont science fiction)
- Fantomen på Stora operan (1925).1926 - Sjörövaren
- 1926 - Tramp, Tramp, Tramp
- 1927 - Så går det till i krig

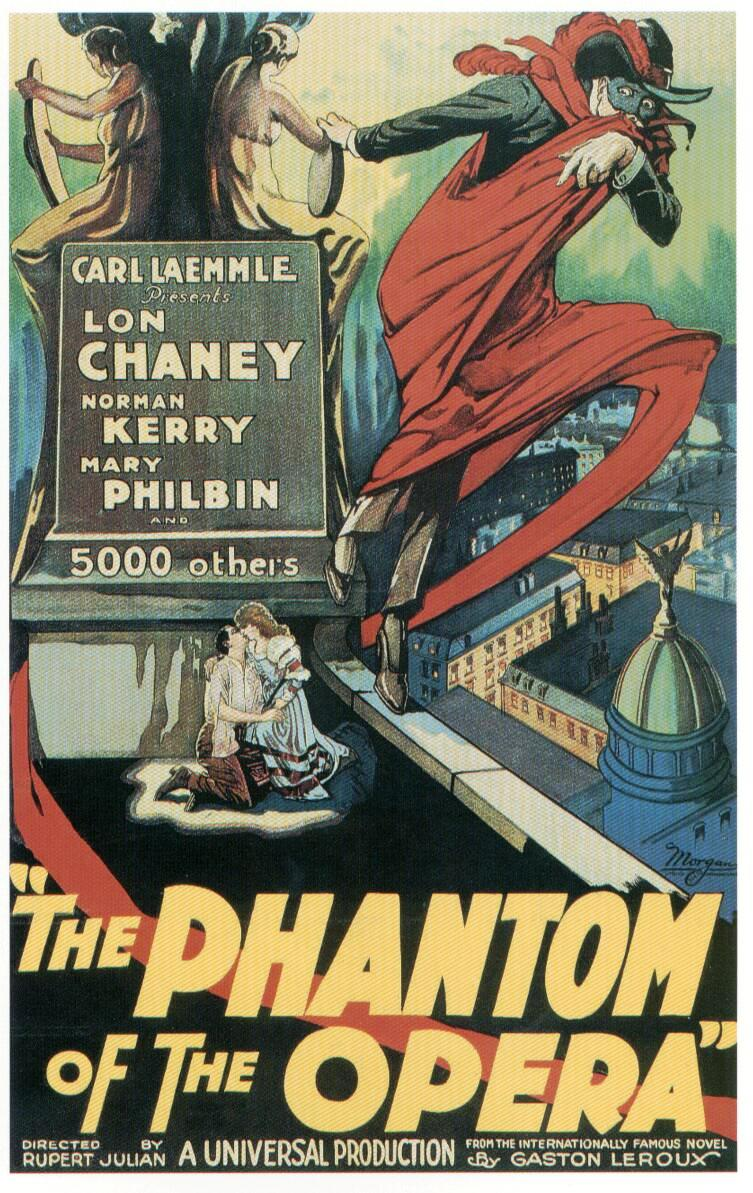
Fantomen på Stora operan (1925).

- 1927 - Det (Clara Bow - filmens första icke-vamp sexsymbol)
- 1927 - Vingarna (amerikansk mastodont krigsskildring - den första vinnaren av en Oscar för bästa film)
- 1927 - Soluppgång
- 1928 - En av de många
- 1928 - En kvinnas martyrium (berömd för sina närbilder på människoansikten)
- 1928 - Cirkus
- 1929 - Helan & Halvan säljer julgranar
- 1931 - Stadens ljus
- 1936 - Moderna tider (Chaplins sista stumfilm)
- 1976 - Det våras för stumfilmen
- 2011 - The Artist (med vissa ljudinslag)